# Romantico ma muori
Romantico ma muori è un singolo del gruppo musicale italiano Pinguini Tattici Nucleari, pubblicato il 13 settembre 2024 come primo estratto dal sesto album in studio  Hello World.

## Descrizione
In merito alla nascita del brano il frontman Riccardo Zanotti ha dichiarato:

## Accoglienza
Francesco Raiola di Fanpage.it afferma il brano tratti un tema più volte affrontato dalla band, ovvero la nostalgia che «si mescola con una capacità incredibile di scrivere canzoni pop» che presenta «una serie di hook che fanno sì che la canzone si fissi in testa in pochissimi istanti».

## Video musicale
Il videoclip del brano, diretto da Pier Francesco Cari e Simone Mariano, è stato pubblicato in concomitanza della pubblicazione del singolo attraverso il canale YouTube del gruppo musicale.

## Tracce
Testi di Riccardo Zanotti, musiche di Marco Paganelli e Giorgio Pesenti.
1. Romantico ma muori – 2:46

## Classifiche

### Classifiche settimanali
| Classifica (2024) | Posizione massima |
| ----------------- | ----------------- |
| Italia            | 3                 |

### Classifiche di fine anno
| Classifica (2024) | Posizione |
| ----------------- | --------- |
| Italia            | 92        |